# Tournoi de tennis junior d'Osaka
L'Osaka Mayor's Cup est un tournoi de tennis junior de catégorie A organisé par la Fédération internationale de tennis. Il se tient chaque année au mois d'octobre à Osaka depuis 1993.
Le tournoi a été créé sous le nom de Coca-Cola Super Junior Championships. Il fait suite indirectement à la Jal Cup organisée précédemment à Tokyo dans les années 1980.
L'édition 2020 est annulée pour cause de pandémie de Covid-19. Celle de 2021 est rétrogradée en Grade 4 et disputé exclusivement par des joueurs japonais en raison des restrictions de voyage au Japon.

## Champions

### Simple garçons
| Année | Vainqueur          | Finaliste                   | Score           |
| ----- | ------------------ | --------------------------- | --------------- |
| 2023  | Joel Schwaerzler   | Nicolai Budkov Kjaer        | 7-66, 7-5       |
| 2022  | Gerard Campana Lee | Jonathan Irwanto            | 6-3, 5-7, 6-4   |
| 2021  | Kenta Nakamura     | Yuta Tomida                 | 4-6, 6-3, 7-64  |
| 2020  | Annulé             |                             |                 |
| 2019  | Harold Mayot       | Jeffrey Von der Schulenburg | 6–1, 6-2        |
| 2018  | Keisuke Saitoh     | Bu Yunchaokete              | 7–5, 6–0        |
| 2017  | Yuta Shimizu       | Timofey Skatov              | 6–3, 7–65       |
| 2016  | Yosuke Watanuki    | Miomir Kecmanović           | 2–6, 6–3, 6–2   |
| 2015  | Casper Ruud        | Máté Valkusz                | 6–4, 6–0        |
| 2014  | Taylor Harry Fritz | Chung Yun-seong             | 7–62, 6–3       |
| 2013  | Michael Mmoh       | Jumpei Yamasaki             | 6–2, 7–5        |
| 2012  | Nick Kyrgios       | Kaichi Uchida               | 7–65, 7–64      |
| 2011  | Jiří Veselý        | Lucas Pouille               | 6–2, 2–6, 6–1   |
| 2010  | Yasutaka Uchiyama  | Mate Pavić                  | 6–4, 1–6, 6–3   |
| 2009  | Jason Kubler       | Hiroyasu Ehara              | 6–0, 4–6, 6–2   |
| 2008  | Yuki Bhambri       | Hiroki Moriya               | 6–2, 6–3        |
| 2007  | Ryan Harrison      | Yang Tsung-hua              | 6–3, 6–4        |
| 2006  | Yūichi Sugita      | Harri Heliövaara            | 3–6, 6–2, 6–0   |
| 2005  | Marin Čilić        | Jérémy Chardy               | 6–4, 6–4        |
| 2004  | Jun Woong-sun      | Kim Sun-yong                | 6–1, 7–64       |
| 2003  | Marcos Baghdatis   | Jo-Wilfried Tsonga          | 65–7, 6–3, 6–3  |
| 2002  | György Balázs      | Go Soeda                    | 6–2, 1–6, 7–5   |
| 2001  | Marcos Baghdatis   | Janko Tipsarević            | 7–5, 7–65       |
| 2000  | Joachim Johansson  | Lu Yen-hsun                 | 60–7, 7–63, 6–3 |
| 1999  | Kristian Pless     | Joachim Johansson           | 6–3, 6–2        |
| 1998  | Kristian Pless     | Ladislav Chramosta          | 6–1, 6–6, ab.   |
| 1997  | Arnaud Di Pasquale | Robin Vik                   | 6–3, 6–2        |
| 1996  | Sébastien Grosjean | Paradorn Srichaphan         | 6–4, 6–0        |
| 1995  | Martin Lee         | Arvind Parmar               | 6–1, 6–2        |
| 1994  | Takao Suzuki       | Ulrich Jasper Seetzen       | 6–3, 6–3        |
| 1993  | Marcelo Ríos       | Răzvan Sabău                | 6–3, 3–6, 6–3   |

### Double garçons
| Annee | Vainqueurs                             | Finalistes                           | Score             |
| ----- | -------------------------------------- | ------------------------------------ | ----------------- |
| 2023  | Adhithya Ganesan Zhang Tianhui         | Kim Jangjun Hugh Winter              | 6–2, 3-6, [10-8]  |
| 2022  | Adhithya Ganesan Asahi Harazaki        | Kevin Edengren Volodymyr Iakubenko   | 6–3, 6-3          |
| 2019  | Jérôme Kym Dominic Stricker            | Hanwen Li Bu Yunchaokete             | 6–3, 4-6, [10-4]  |
| 2018  | Tomoya Ikeda Shunsuke Mitsui           | Tomoya Fujiwara Taiyo Yamanaka       | 6–1, 7–5          |
| 2017  | Admir Kalender Valentin Royer          | Jaimee Floyd Angele Nicolás Mejía    | 7–64, 4–6, [10–4] |
| 2016  | Miomir Kecmanović Ergi Kırkın          | Toru Horie Yuta Shimizu              | 6–2, 4–6, [10–2]  |
| 2015  | Lo Chien-hsun Yosuke Watanuki          | Masamichi Imamura Yuki Mochiduki     | 7–66, 6–1         |
| 2014  | Corentin Denolly Johan Nikles          | Yusuke Takahashi Jumpei Yamasaki     | 6–4, 1–6, [10–4]  |
| 2013  | Lee Duck-hee Simon Friis Søndergaard   | Michael Mmoh Akira Santillan         | 6–3, 6–3          |
| 2012  | Borna Ćorić Alexander Sendegeya        | Omar Jasika Nick Kyrgios             | 3–6, 7–66, [10–4] |
| 2011  | Kaichi Uchida Jiří Veselý              | Andrew Harris Luke Saville           | 1–6, 7–5, [10–4]  |
| 2010  | Mate Pavić Yasutaka Uchiyama           | Morgan Johansson Stefan Lindmark     | 6–1, 6–4          |
| 2009  | Pierre-Hugues Herbert Hsieh Cheng-peng | Hiroyasu Ehara Yasutaka Uchiyama     | 6–0, 7–64         |
| 2008  | Marin Draganja Vedran Ljubičić         | Yuki Bhambri Huang Liang-chi         | 7–5, 7–63         |
| 2007  | Hsieh Cheng-peng Yang Tsung-hua        | Alex Sanders Mark Verryth            | 6–4, 6–3          |
| 2006  | Sho Aida Fumiaki Kita                  | Tatsuma Ito Hiromasa Oku             | 6–3, 6–3          |
| 2005  | Jérémy Chardy Marin Čilić              | Roman Jebavý Jiří Košler             | 7–5, 6–3          |
| 2004  | Jun Woong-sun Kim Sun-yong             | Myles Blake Abdullah Maqdas          | 6–4, 4–6, 6–4     |
| 2003  | Arun-Prakash Rajagopalan Divij Sharan  | Lachlan Ferguson Joel Kerley         | 7–64, 7–65        |
| 2002  | Brendan Evans Chris Kwon               | Luke Campbell Christopher Singh      | 6–3, 6–4          |
| 2001  | Chen Ti Jimmy Wang                     | Chang Kai-lung Hsieh Wang-cheng      | 6–4, 6–2          |
| 2000  | Darko Mađarovski Janko Tipsarević      | Adam Kennedy Todd Reid               | 6–4, 5–7, 6–2     |
| 1999  | Philip Gubenco Andy Roddick            | Nick Greenhouse James Nelson         | 6–3, 6–4          |
| 1998  | Julien Jeanpierre David Nalbandian     | Ladislav Chramosta Michal Navrátil   | 7–5, 6–3          |
| 1997  | Peter Handoyo Marwan Zewar             | Simon Dickson David Sherwood         | 6–3, 7–6          |
| 1996  | Sébastien Grosjean Björn Rehnquist     | Iain Bates Simon Dickson             | 6–3, 6–2          |
| 1995  | Jaymon Crabb Dejan Petrović            | Chen Wei-ju Huang Po-tsang           | 7–6, 6–3          |
| 1994  | Takao Suzuki Yaoki Ishii               | Ulrich Jasper Seetzen Nicolas Kiefer | 7–6, 6–0          |
| 1993  | Satoshi Iwabuchi Takao Suzuki          | Kalle Flygt Martin Sjöqvist          | 6–4, 7–6          |

### Simple filles
| Année | Vainqueure          | Finaliste              | Score           |
| ----- | ------------------- | ---------------------- | --------------- |
| 2023  | Emerson Jones       | Kristiana Sidorova     | 7-65, 7-5       |
| 2022  | Sara Saito          | Sayaka Ishii           | 6–2, 6–4        |
| 2021  | Hayu Kinoshita      | Anna Koabyashi         | 6–2, 6–4        |
| 2020  | Annulé              |                        |                 |
| 2019  | Diane Parry         | Alexandra Eala         | 6–2, 6–4        |
| 2018  | Clara Tauson        | Zheng Qinwen           | 6–1, 6–0        |
| 2017  | Wang Xinyu          | Whitney Osuigwe        | 6–4, 6–4        |
| 2016  | Anastasia Potapova  | Mai Hontama            | 6–2, 6–4        |
| 2015  | Mai Hontama         | Yuki Naito             | 6–1, 7–5        |
| 2014  | Xu Shilin           | Kimberly Birrell       | 7–5, 6–3        |
| 2013  | Ivana Jorović       | Varvara Flink          | 6–1, 6–4        |
| 2012  | Kateřina Siniaková  | Karin Kennel           | 6–4, 6–4        |
| 2011  | Zuzanna Maciejewska | Makoto Ninomiya        | 7–65, 6–1       |
| 2010  | Zheng Saisai        | Miho Kawase            | 7–5, 65–7, 7–63 |
| 2009  | Kristina Mladenovic | Tímea Babos            | 7–65, 6–3       |
| 2008  | Ana Bogdan          | Kurumi Nara            | 3–6, 7–5, 6–2   |
| 2007  | Kurumi Nara         | Nikola Hofmanova       | 6–3, 6–1        |
| 2006  | Caroline Wozniacki  | Ayumi Morita           | 6–3, 2–6, 6–2   |
| 2005  | Victoria Azarenka   | Ayumi Morita           | 6–4, 6–2        |
| 2004  | Caroline Wozniacki  | Dominika Cibulková     | 6–3, 6–0        |
| 2003  | Veronika Chvojková  | Andrea Hlaváčková      | 6–2, 1–6, 6–4   |
| 2002  | Ryōko Fuda          | Lucie Šafářová         | 6–4, 4–6, 7–65  |
| 2001  | Eva Birnerová       | Virág Németh           | 7–5, 3–6, 6–3   |
| 2000  | Renata Voráčová     | Jelena Janković        | 3–6, 6–4, 6–2   |
| 1999  | Dája Bedáňová       | Katherine Vymetal      | 6–1, 6–3        |
| 1998  | Jelena Dokic        | Daniela Hantuchová     | 6–1, 6–3        |
| 1997  | Katarina Srebotnik  | Tina Pisnik            | 1–6, 6–1, 6–0   |
| 1996  | Amélie Mauresmo     | Mirjana Lučić          | 6–1, 6–4        |
| 1995  | Haruka Inoue        | Aleksandra Olsza       | 7–5, 6–3        |
| 1994  | Jeon Mi-ra          | Corina Morariu         | 4–6, 6–2, 6–0   |
| 1993  | Hiroko Mochizuki    | Siobhan Drake-Brockman | 6–3, 6–1        |

### Double filles
| Année | Vainqueures                           | Finalistes                           | Score            |
| ----- | ------------------------------------- | ------------------------------------ | ---------------- |
| 2023  | Hayu Kinoshita Wakana Sonobe          | Kaitlin Quevedo Mingge Xu            | 6-2, 5-7, [10-8] |
| 2022  | Li Yu-yun Sara Saito                  | Sakaya Ishii Hayu Kinoshita          | 7–5, 6-3         |
| 2019  | Maria Bondarenko Mai Napatt Nirundorn | Zhuoxuan Bai Yang Ya-yi              | 7–5, 6-3         |
| 2018  | Mana Kawamura Funa Kozaki             | Himari Sato Zheng Qinwen             | 7–63, 6–4        |
| 2017  | Park So-hyun Himari Sato              | Chen Pei-hsuan Wang Xiyu             | Forfait          |
| 2016  | Lee Yang Wang Xiyu                    | Emily Appleton Anastasia Potapova    | 6–4, 7–5         |
| 2015  | Haruna Arakawa Ayumi Miyamoto         | Dayana Yastremska Zheng Wushuang     | 6–4, 6–4         |
| 2014  | Sara Tomic Xu Shilin                  | Emily Arbuthnott Emilie Francati     | 6–1, 6–0         |
| 2013  | Xu Shilin You Xiaodi                  | Kyōka Okamura Olivia Tjandramulia    | 6–1, 5–7, [10–5] |
| 2012  | Mami Adachi Hikari Yamamoto           | Harriet Dart Katy Dunne              | 3–6, 7–5, [10–8] |
| 2011  | Mami Adachi Eri Hozumi                | Miyu Kato Riko Sawayanagi            | 5–7, 7–5, [10–7] |
| 2010  | Eri Hozumi Miyu Kato                  | Daria Salnikova Ekaterina Semenova   | 6–4, 1–6, [10–6] |
| 2009  | Tímea Babos Kristina Mladenovic       | Mai Grage Zheng Saisai               | 6–2, 7–5         |
| 2008  | Tímea Babos Kristina Mladenovic       | Miyabi Inoue Aki Yamasoto            | 7–66, 7–66       |
| 2007  | Chinami Ogi Kotomi Takahata           | Nikola Hofmanova Ksenia Lykina       | 6–3, 4–6, 6–4    |
| 2006  | Ayumi Morita Caroline Wozniacki       | Ksenia Lykina Anastasia Pivovarova   | 7–64, 7–5        |
| 2005  | Ayumi Morita Erika Sema               | Akari Inoue Yurina Koshino           | 6–3, 6–1         |
| 2004  | Megumi Fukui Kaoru Maezawa            | Michelle Brycki Shayna McDowell      | 6–3, 2–6, 6–4    |
| 2003  | Andrea Hlaváčková Emma Laine          | Nozomi Aiba Chan Yung-jan            | 7–5, 6–0         |
| 2002  | Kristína Czafiková Emma Laine         | Daniella Dominikovic Sophie Ferguson | 6–2, 6–0         |
| 2001  | Chan Chin-wei Hsieh Su-wei            | Mari Inoue Svetlana Kuznetsova       | 6–4, 6–4         |
| 2000  | Petra Cetkovská Renata Voráčová       | Chan Chin-wei Hsieh Su-wei           | 7–5, 4–6, 6–2    |
| 1999  | Anikó Kapros Virginie Razzano         | Maki Arai Kumiko Iijima              | 6–2, 5–7, 6–4    |
| 1998  | Eva Dyrberg Iroda Tulyaganova         | Aniela Mojzis Helen Reesby           | 6–0, 5–7, 6–4    |
| 1997  | Leanne Baker Rewa Hudson              | Shiho Hisamatsu Remi Tezuka          | 7–5, 4–6, 6–2    |
| 1996  | Andrea Šebová Gabriela Voleková       | Choi Jin-young Chung Yang-jin        | 7–6, 6–2         |
| 1995  | Aleksandra Olsza Ludmila Varmužová    | Futaba Kubota Mirjana Lučić          | 6–4, 6–4         |
| 1994  | Martina Nedelková Tatiana Zelenayová  | Nami Urabe Futaba Kubota             | 6–4, 3–6, 6–1    |
| 1993  | Jeon Mi-ra Paek Joo-ryun              | Hiroko Mochizuki Yuka Yoshida        | 6–1, 3–6, 6–2    |